# Cantonul Chartres-Sud-Ouest
Cantonul Chartres-Sud-Ouest este un canton din arondismentul Chartres, departamentul Eure-et-Loir, regiunea Centru, Franța.

## Comune
| Comune                         | Populație (1999) | Cod poștal | Cod INSEE |
| ------------------------------ | ---------------- | ---------- | --------- |
| Barjouville                    | 1 639            | 28630      | 28024     |
| Chartres (fraction de commune) | 39 273           | 28000      | 28085     |
| Corancez                       | 396              | 28630      | 28107     |
| Dammarie                       | 1 551            | 28360      | 28122     |
| Fontenay-sur-Eure              | 839              | 28630      | 28158     |
| Fresnay-le-Comte               | 345              | 28360      | 28162     |
| Luisant                        | 6 795            | 28600      | 28220     |
| Mignières                      | 858              | 28630      | 28253     |
| Morancez                       | 1 635            | 28630      | 28269     |
| Thivars                        | 997              | 28630      | 28388     |
| Ver-lès-Chartres               | 808              | 28630      | 28403     |